# Вулканизм Италии
Вулканизм Италии обусловлен главным образом наличием на небольшом расстоянии к югу границы между Евразийской плитой и Африканской плитой. Италия — вулканически активная страна, на территории которой находятся единственные действующие вулканы в континентальной Европе (в то время как вулканические острова также присутствуют в Греции, в вулканической дуге южной части Эгейского моря). Считается, что лава, извергаемая итальянскими вулканами, является результатом субдукции и плавления одной плиты под другой.
Существуют три основных кластера вулканизма: линия вулканических центров, идущая на северо-запад вдоль центральной части материковой части Италии (см. Кампанская вулканическая дуга); кластер к северо-востоку от Сицилии на Липарских островах; кластер к юго-западу от Сицилии вокруг острова Пантеллерия, в Тунисском проливе Средиземного моря. Сардиния имеет геологическую историю, совершенно отличную от остальной части Италии: здесь произошло несколько циклов вулканической активности, последний из которых закончился в начале плейстоцена, но в настоящее время здесь находятся только постоянно потухшие вулканы.
Из-за своего расположения в густонаселённых районах Этна и Везувий были включены в список «Вулканы десятилетия» — глобальный список вулканов, за которыми следует тщательно следить. В частности, «Вулканы десятилетия» — это список, составленный Международной ассоциацией вулканологии и химии земных недр в рамках проекта ООН, который включает в себя в общей сложности 16 вулканов, расположенных по всему миру.
Италия стала первой страной, которая начала использовать тепловую энергию недр Земли для производства электроэнергии. Высокий геотермический градиент, который является частью полуострова, делает его потенциально пригодным для эксплуатации и в других регионах; исследования, проведённые в 1960-х и 1970-х годах, выявили потенциальные геотермальные поля в Лацио и Тоскане, а также на большинстве вулканических островов.

## Вулканы

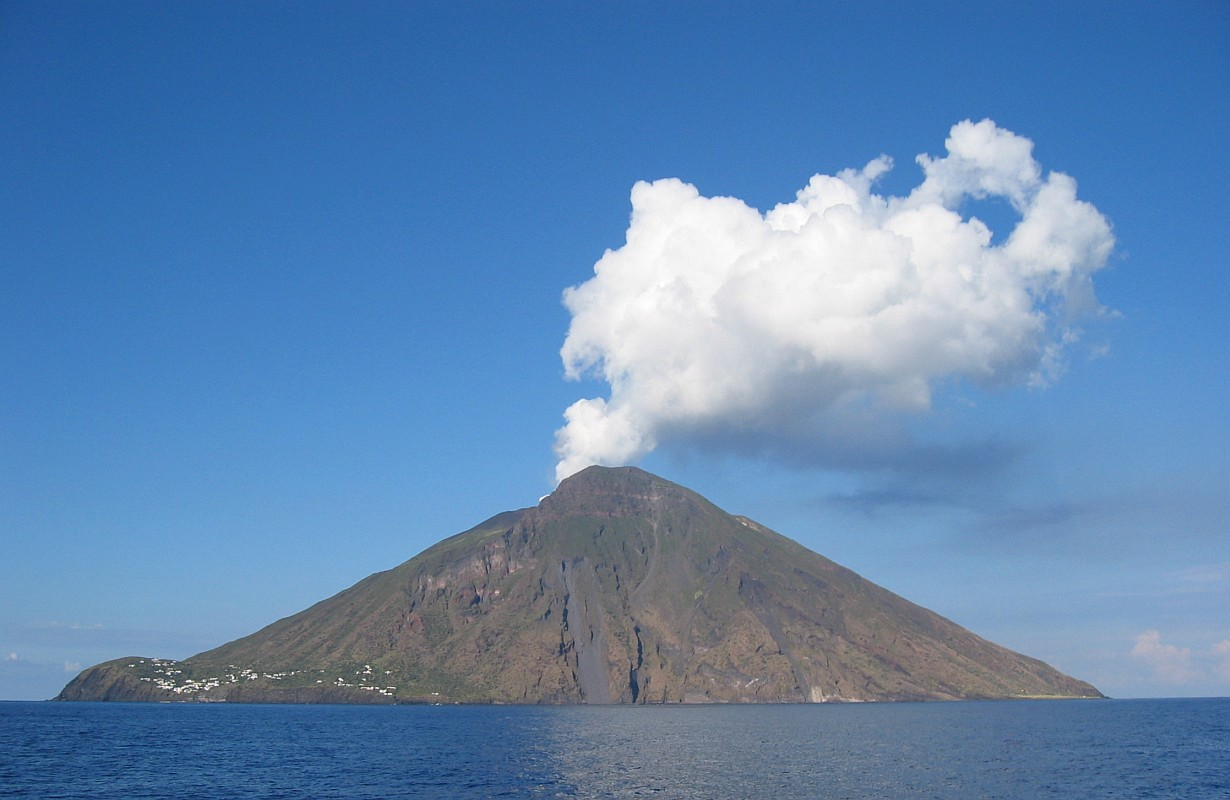
Стромболи

### Действующие вулканы
Четыре вулкана в Италии извергались за последние сто лет:
- Этна на Сицилии (постоянная активность). Это самый высокий вулкан в Европе к западу от Кавказа[4][5].
- Стромболи, один из Липарских островов (постоянная активность)[6].
- Везувий близ Неаполя (последний раз извергался в 1944 году); единственный вулкан в континентальной Европе, извергавшийся в недавнее время[7].
- Вулькано, один из Липарских островов, последний раз извергался в 1888—1890 годах[8].

### Спящие вулканы

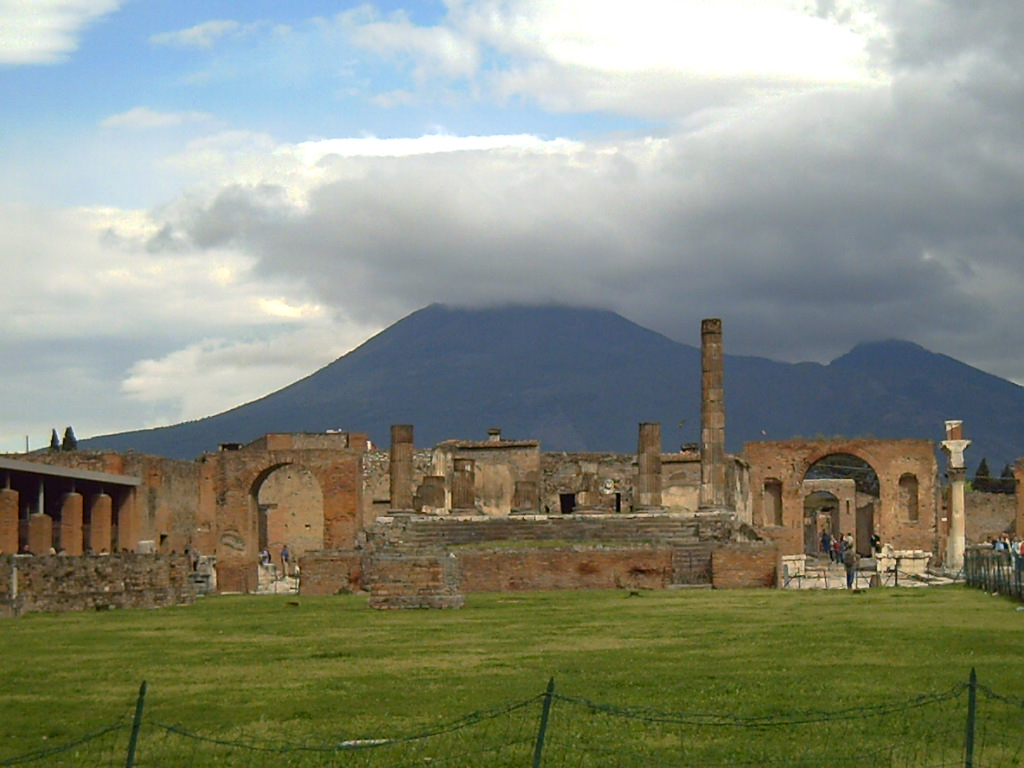
Вид на Везувий из руин города Помпеи

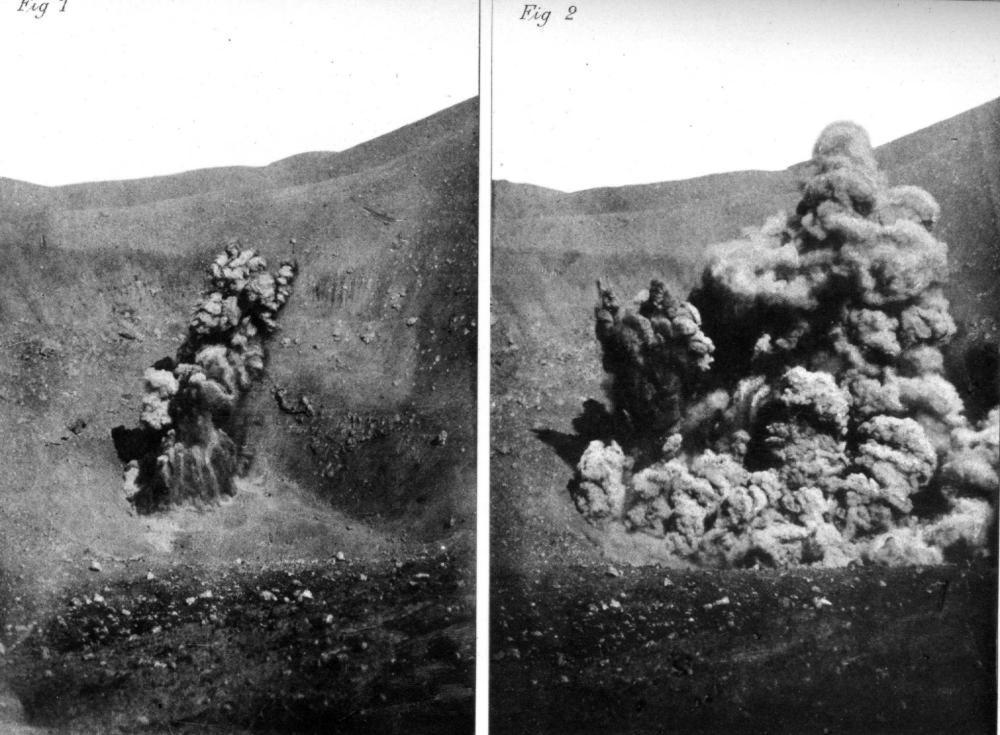
Извержение Вулькано в 1889 году

По крайней мере, 10 других вулканических центров видели извержения в историческое время. В порядке последних извержений:
- Пантеллерия у побережья Туниса, вероятно, в последний раз извергалась около 1000 г. до н. э. В 1891 году в нескольких километрах к северо-востоку от острова произошло подводное извержение, которое, вероятно, было связано с главным вулканом[9].
- Вульканелло, небольшой вулкан, соединённый перешейком с островом Вулькано, который извергался из моря в 183 г. до н. э. и после этого время от времени проявлял активность до XVI века[10].
- Флегрейские поля, огромная кальдера, содержащая западную часть Неаполя, изверглись в 1538 году, образовав небольшой туфовый конус, названный Монте-Нуово[англ.] («новая гора»)[11].
- Искья, остров в 20 километрах к западу от Неаполя, последний раз извергался в 1302 году[12].
- На Липари, острове в паре километров от Вулькано, есть вулкан, последний раз извергавшийся в 1230 году[13].
- Вульсини (вулкан Больсена, вулкан Латера, вулкан Монтефиасконе), комплекс кальдеры на северной оконечности римской магматической провинции (на севере вулканического комплекса Чимини), последнее извержение которого произошло в 104 г. до н. э.
- Альбанские горы, вулканический комплекс недалеко к югу от Рима. Самые последние извержения образовали озёра Неми и Альбано. Последнее извержение, возможно, произошло около 5000 г. до н. э., хотя идея извержений во время голоцена подвергалась сомнению[14], а последнее установленное извержение произошло около 34 000 г. до н. э.[15]. Поскольку этот временной интервал сравним со средним временем покоя вулкана, его ещё нельзя считать потухшим[16].
- Сабатини (вулканы Браччано и Сакрофано) представляет собой вулканический комплекс и кальдеру недалеко к северу от Рима. Последний раз он извергался около 70 000 г. до н. э., но, как и Альбанские горы, его пока нельзя считать потухшим[16].
- Чимини (вулканы Чимино и Вико), вулканический комплекс и кальдера на севере вулканического комплекса Сабатини. Последний раз он извергался около 90 000 г. до н. э.
- Панарея, часть Липарских островов, в последний раз извергалась в плейстоцене, но высокая сейсмическая и газовая активность позволяет предположить, что её можно считать спящим вулканом[17].

### Подводные вулканы

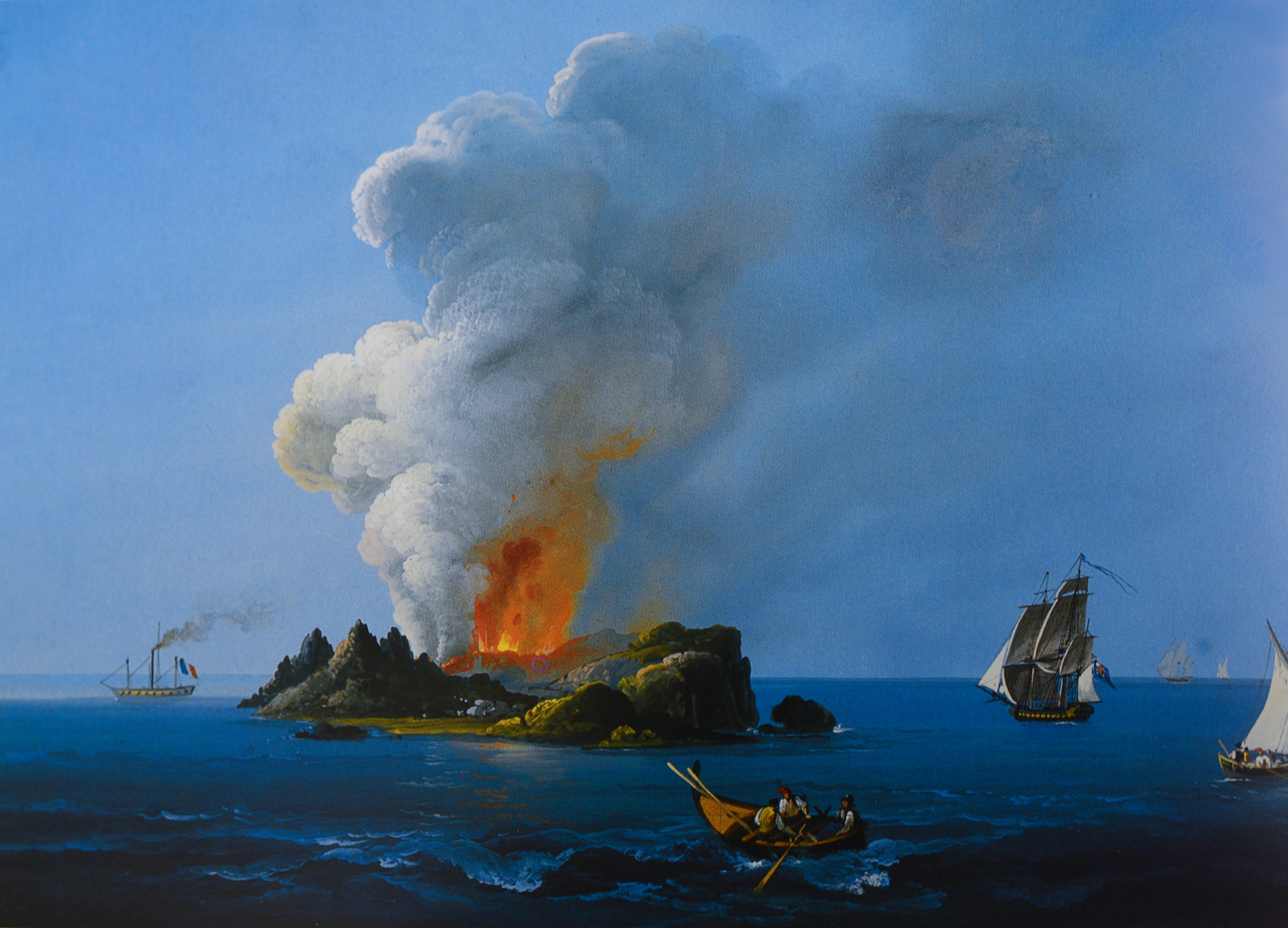
Картина с изображением острова Фердинандея в 1831 году.

Помимо вулканов на суше, есть три подводных вулкана в морях, окружающих Италию, в частности в юго-восточном Тирренском и в Тунисском проливе:
- Марсили, подводный вулкан в Тирренском море. Марсили возвышается на 3000 метров над уровнем моря в Тирренском море к юго-западу от Неаполя. Его вершина находится всего в 500 метрах от поверхности воды. Последний раз вулкан извергался между 2100 и 5000 годами до н. э.[18], и считается активным и потенциально опасным, поскольку возможное обрушение вулканического сооружения может вызвать цунами. Однако пока неясно, насколько это на самом деле возможно, поскольку нет никаких свидетельств подобных обрушений (и последующих цунами) за последние 700 000 лет[19].
- Остров Фердинандея возник после сурцеянского извержения[англ.] в нескольких километрах к северо-западу от Пантеллерии в 1831 году, достигнув максимальной высоты 63 метра, но через несколько месяцев снова подвергся эрозии на уровне моря. Сейчас вершина находится на несколько метров ниже уровня моря. Более позднее извержение могло произойти в 1863 году, но это не доказано[20]. Рой небольших землетрясений в 2002 году навёл на мысль, что магма двигалась под вулканом, но извержения не произошло. Остров расположен в так называемом вулканическом поле Грэма, которое, как полагают, вместе с близлежащими полями Террибиле и Нерита является частью гипотетического большого подводного вулкана под названием Эмпедокл[англ.]. Однако эта гипотеза окончательно не подтверждена[21].
- Палинуро, подводный вулкан в Тирренском море недалеко от побережья Чиленто. Последний раз он извергался около 8000 г. до н. э. и, как и Марсили, считается активным и потенциально опасным[22].

### Основные потухшие вулканы

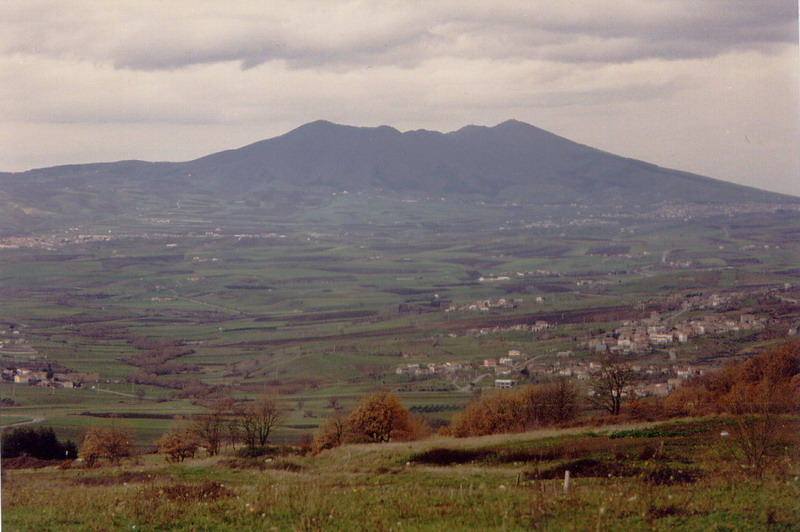
Гора Вультуре

В Италии также имеется большое количество геологических структур из-за потухших вулканических центров. Эти вулканы можно сгруппировать в различные категории:
- Многие более мелкие острова Итальянской Республики имеют вулканическое происхождение: остальные Липарские острова (Аликуди, Филикуди, Салина) и Флегринские острова (Вивара и Прочида), Циклопические острова[англ.], Устика, Линоза, Понцианские острова и Капрая.
- Анти-Апеннины Лацио: этот район был особенно богат на вулканическую активность вплоть до верхнего плейстоцена, оставив после себя большое количество вулканов характерной более или менее круглой формы (из-за обрушения магматической камеры): озёра Больсена, Браччано, Альбано, Неми, Вико. Соответствующие вулканические системы — это системы Альбанских гор, гор Сабатини, Чимини, Вульсини и Тольфа. Первые две системы считаются спящими, другие (несмотря на предполагаемое извержение Вульсини в 104 г. до н. э.) считаются окончательно потухшими[23].
- Также в анти-Апеннинах, на юге, находятся Роккамонфина[24] (в Кампании) и Вультуре[25], оба относятся к плейстоцену.
- К северу, в Тоскане, Амиата в последний раз извергалась около 130 000 лет до н. э.[26], но до сих пор имеет замечательную геотермальную активность.
- Гораздо старше (начиная с олигоцена) Эуганские холмы[англ.] в Венето.
- В Вальсезии[англ.] (Пьемонт) были найдены остатки древнего супервулкана, датируемого около 290 миллионов лет назад, задолго до образования Альп[27].
- Среди вулканов Сардинии основными являются Монте-Арчи[англ.] (обсидиан которого добывался и вывозился в доисторические времена), Монтиферру[англ.], Монте-Аркуэнту[англ.] и плато Джаре базальтового происхождения. Это вулканы, относящиеся к периоду между концом плиоцена и первой половиной плейстоцена.
- В Тирренском море также находятся многочисленные подводные вулканы, считающиеся ныне потухшими: Василов, Ламетини, Магнаги, а также множество других подводных гор, вулканическая природа которых была открыта лишь недавно[28].

## Значительные извержения

### Везувий

Районы, пострадавшие от извержения Везувия в 79 г. н. э.

Вулканическая система Сомма-Везувий в целом характеризуется эксплозивными извержениями. Наиболее широко известно извержение, которое разрушило римские города Помпеи, Геркуланум, Стабии и Оплонтис в 79 г. н. э., что привело к тысячам жертв. Подсчитано, что это извержение имело показатель вулканической активности (VEI), равный 5, и считается архетипом плинианских извержений, названных в честь Плиния Младшего, очевидца события.
Учёные обнаружили, что ранее Везувий вызывал ещё более сильные плинианские извержения, последним из них было извержение Авеллино около 3900 г. до н. э. (по оценкам, VEI составлял 6). После 79 г. н. э. плинианских извержений больше не было, в лучшем случае субплинианские. Наиболее важными из них были события 472 г. н. э. (пепел которого достиг Константинополя) и 1631 г., унёсшие жизни тысяч людей (из-за пирокластических потоков и лахаров), которые были взяты в качестве ссылки Protezione Civile для составления планов эвакуации в случае будущих извержений. Из-за этой истории извержений и очень высокой плотности населения в метрополитенскомом городе Неаполе Везувий считается одним из самых опасных вулканов в мире.

### Флегрейские поля

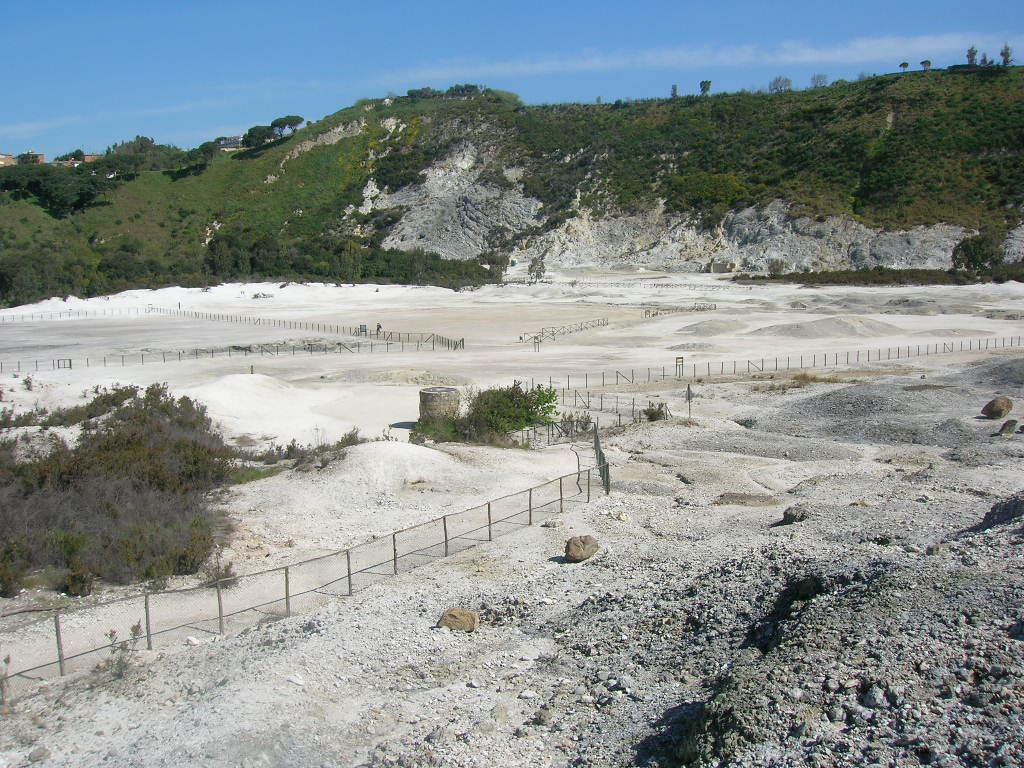
Сольфатара, вулкан внутри Флегрейских полей

В отличие от Везувия, близлежащие Флегрейские поля состоят не из одного большого вулканического сооружения, а представляют собой обширное вулканическое поле, внутри которого открыты многочисленные эруптивные жерла, часто отличные от извержений. Единственное извержение в историческое время, породившее Монте-Нуово и озеро Аверно, было малоинтенсивным, и ему предшествовал период затишья, длившийся более 3000 лет (перед которым была длинная череда близких извержений). Однако Флегрейские поля способны к чрезвычайно сильным извержениям, за что получили звание супервулкана.
Самым известным было кампанское игнимбритовое извержение, которое произошло около 40 000 лет назад и считается самым сильным из когда-либо происходивших в районе Средиземноморья, с VEI, равным 7, и которое, вероятно, повлияло на климат во всём мире. Лишь немногим менее интенсивным был неаполитанский жёлтый туф, возникший около 15 000 лет назад. Есть также признаки третьего извержения большой магнитуды, которое, вероятно, произошло 29 000 лет назад. По этой причине Флегрейские поля также находятся под пристальным наблюдением обсерватории Везувия.
Они также характеризуются многочисленными вторичными вулканическими явлениями, из которых наиболее известен флегрейский брадисейсм, который во второй половине 1900-х годов привёл к эвакуации целых районов города Поццуоли.

### Этна

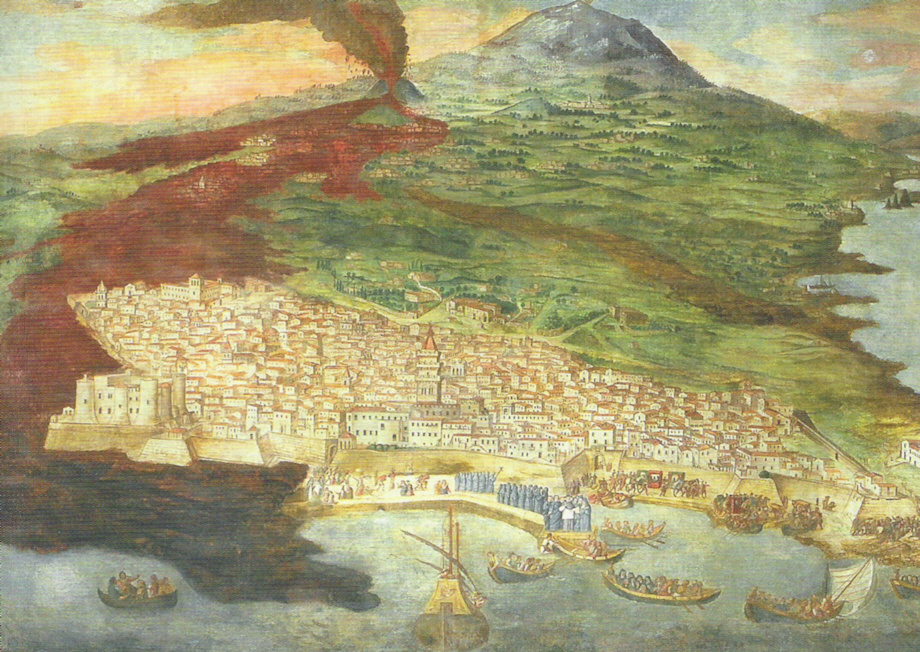
Фреска (хранится в), изображающая крупное извержение Этны 1669 года, на которой отчётливо виден поток лавы, достигший Катании.

Этна характеризуется почти непрерывной эруптивной активностью, но, в отличие от Везувия, извержения Этны имеют тенденцию быть эффузивными, с потоками лавы, которые могут исходить как из кратеров на вершине, так и из боковых отверстий. Эти извержения в большинстве случаев не наносят большого ущерба, но бывают и исключения. Самое крупное в историческое время эффузивное извержение Этны произошло в 1669 году, когда лава погребла под собой многочисленные деревни, достигла моря недалеко от Катании, имела поток длиной до 17 км. Это извержение полностью изменило ландшафт местности, но из-за его эффузивного характера жертв, связанных с извержением, не было.
Другое извержение аналогичной силы произошло в 396 г. до н. э., когда потоки лавы, достигнув моря, задержали продвижение карфагенской армии Гимилькона II во время греко-пунических войн (как описано у Диодора Сицилийского). Несколько десятков смертей было зарегистрировано в Бронте во время извержения 1843 года из-за фреатического взрыва при контакте лавы с источником воды. Последнее очень разрушительное извержение произошло в 1928 году, когда лава похоронила город Маскали. Во время извержения 1979 года в результате внезапного взрыва девять человек погибли и 23 получили ранения в группе туристов, находившихся на экскурсии, и во время того же извержения был издан последний официальный приказ об эвакуации населённого пункта из-за извержения вулкана Этна.
Совершенно другим было великое эксплозивное извержение 122 г. до н. э., плинианское событие, нанёсшее серьёзный ущерб римскому городу Катании, который по этой причине был освобождён от уплаты налогов Риму на десятилетие. Ещё одно эксплозивное извержение субплинианского типа произошло в 44 г. до н. э. Эта история извержений требует постоянного наблюдения за вулканом по причине высокой плотности населения метрополитенского города Катания, хотя ситуация менее проблемная, чем в Неаполе.

### Стромболи

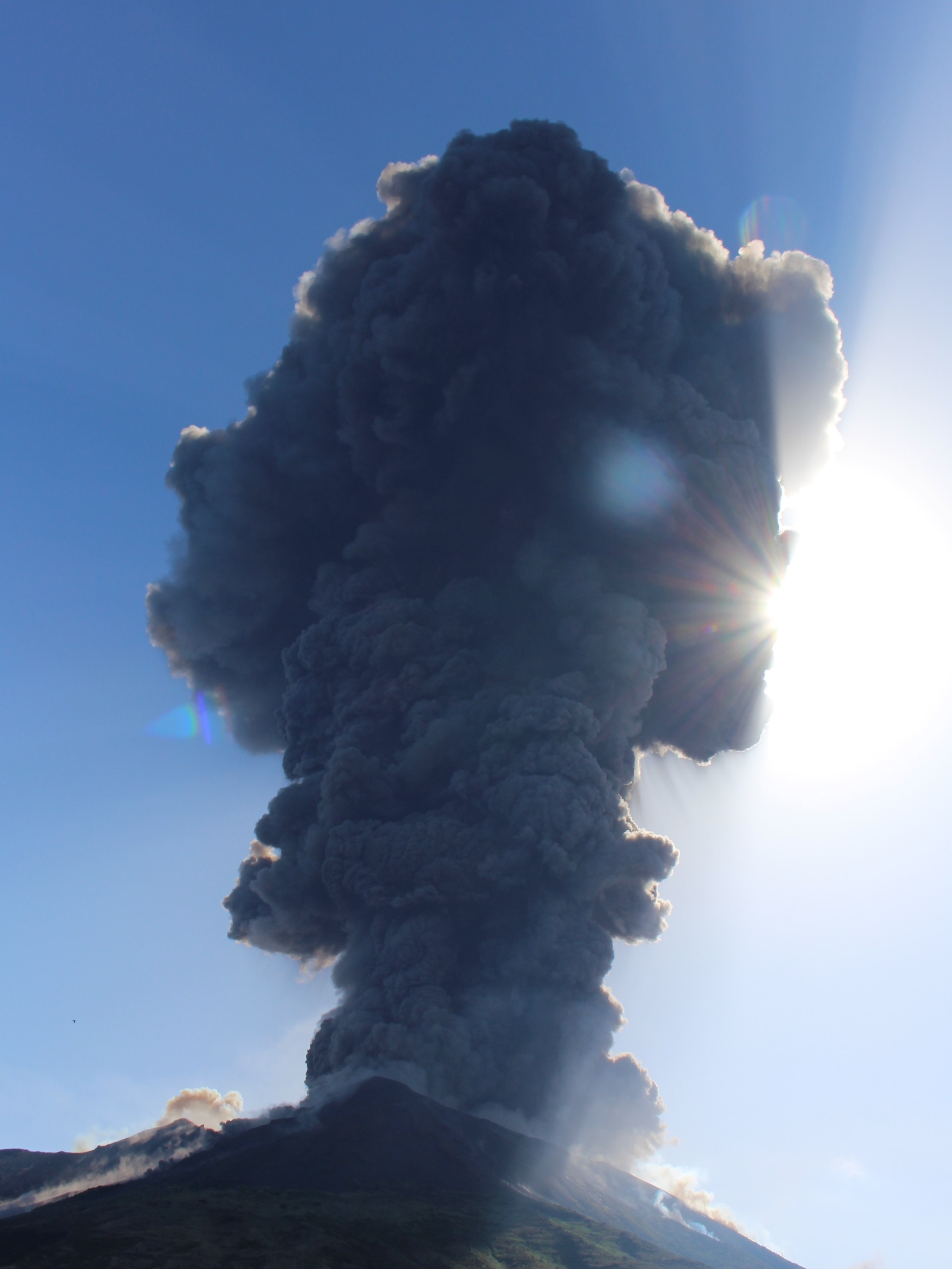
Извержение Стромболи 3 июля 2019 года

Стромболи — один из самых активных вулканов в мире, активность которого сохраняется не менее 2000 лет, поэтому его прозвали «маяком Средиземноморья». Обычно эта активность состоит из непрерывной дегазации, перемежающейся небольшими всплесками низкой интенсивности, на временных интервалах от нескольких минут до нескольких часов, тип извержения, который определяется именно как стромболианское извержение.
Примерно 1-2 раза в десятилетие лава может выливаться из вершинных кратеров, образуя потоки, которые также могут достигать моря. Эти потоки обычно направляются в северо-западную часть острова, в так называемую Скиара-дель-Фуоко (впадина в форме подковы, образовавшаяся около 6000 лет до н. э.) вдали от населённых пунктов. Через нерегулярные промежутки времени Стромболи может вызвать гораздо более сильные взрывы, чем обычно, называемые пароксизмами, которые уже могут нанести ущерб населению.
11 сентября 1930 года произошло извержение вулкана, которое считается самым сильным за последние 13 столетий, с массовым выпадением вулканического материала на населённый центр Гиностра и формированием пирокластического потока за пределами Скиара-дель-Фуоко. Четыре человека погибло и множество зданий подверглось разрушению. Самые последние пароксизмальные события произошли 3 июля и 28 августа 2019 г., при первом взрыве погиб турист. Во время этих извержений также наблюдались пирокластические потоки, способные течь над морем на несколько сотен метров.
Ещё одним источником опасности Стромболи является риск оползней (часто по причине пароксизмов), как воздушных, так и подводных, способных вызвать волны цунами. Последнее событие такого рода произошло 30 декабря 2002 г., когда волна повредила прибрежные постройки. Подводный оползень большего масштаба мог вызвать цунами в Неаполитанском заливе в 1343 году.